# Гура Ваиј (Јаломица)
Гура Ваиј (рум. Gura Văii) насеље је у Румунији у округу Јаломица у општини Судици. Oпштина се налази на надморској висини од 14 m.

## Становништво
Према подацима из 2002. године у насељу је живело 335 становника, од којих су сви румунске националности.